# Obhajoba kapitána Johna Browna

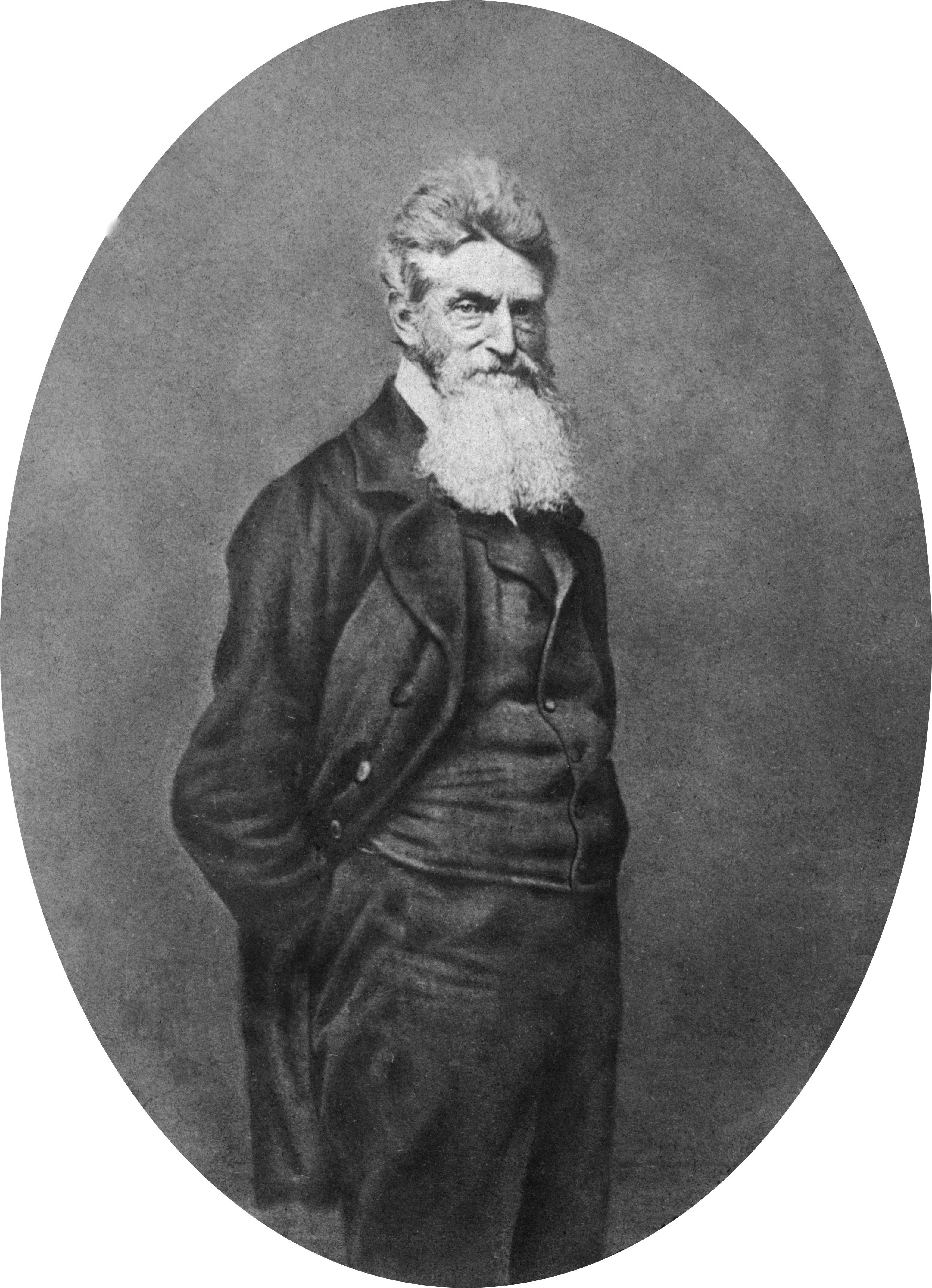
John Brown ve svých 59 letech

Obhajoba kapitána Johna Browna (v angl. originále A Plea for Captain John Brown) je esej amerického transcendentalistického filozofa H. D. Thoreaua. Esej je založena na autorově projevu k publiku v Concordu předneseném poprvé 30. října 1859, tedy dva týdny po Brownově přepadení zbrojnice v Harpers Ferry. Projev několikrát opakoval až do Brownovy popravy dne 2. prosince 1859.
Thoreau v eseji obhajuje Brownovo přepadení zbrojnice v Harpers Ferry a souhlasí s jeho zásadou, že pokud vláda selže v nastolování spravedlnosti a hájí utiskovatele místo utiskovaných, má člověk nesporné právo zasáhnout s cílem osvobození otroka proti otrokáři silou.

## Kontext - přepadení zbrojnice v Harpers Ferry
John Brown, radikální abolicionista, a 21 dalších mužů dne 16. října 1859 přepadlo federální zbrojnici v Harpers Ferry, kde bylo uskladněno kolem 100 tisíc pušek a mušket, za účelem vyzbrojení uprchlých otroků a vyvolání povstání proti jižanským otrokářům.
Nicméně povstání bylo po 36 hodinách federálními silami pod vedením Roberta E. Lee potlačeno a John Brown byl uvězněn. Při přepadení bylo třináct mužů zabito, z toho dvanáct na straně povstalců. Brown byl shledán vinným z vraždy, velezrady a z podněcování povstání otroků a odsouzen k trestu smrti oběšením. Historikové se shodují, že hrál významnou roli v událostech vedoucích k Americké občanské válce.

## Obsah eseje
V úvodu projevu Thoreau seznamuje posluchače s minulostí Johna Browna a přitom vynechává informace, které se o něm mohli běžně dočíst v tisku. Ačkoliv, jak píše, ví o něm poměrně málo, rád by se ohradil proti tónu a výrokům, jimiž se o jeho povaze a skutcích vyjadřovaly noviny, které jej označovaly za náboženského fanatika a násilníka. Thoreau popisuje Browna jako pacifistu, který se zprotivil vojenský život už v mládí, když otci pomáhal ve vojenském táboře, dokonce se v 18 letech odmítl zúčastnit vojenského výcviku k němuž byl povolán (za což musel zaplatit pokutu) a rozhodl se, že nechce mít nikdy nic společného s žádnou válkou, nepůjde-li o boj za svobodu.
John Brown údajně „ve svém táboře nepřipouštěl bezbožnosti a nestrpěl žádného člověka zpustlých mravů, nešlo-li pochopitelně o válečného zajatce. ,Raději bych, aby v mém táboře propukly neštovice, žlutá zimnice a cholera najednou,´pravil, ,nežli tam mít jediného bezcharakterního člověka.´" Do své jednotky přijímal jen zásadové a bohabojné muže.
Thoreau Browna popisuje jako výjimečného a zásadového člověka a přirovnává jej k nejstatečnějšímu a nejhumánnějšímu člověku v celé zemi. Napsal o něm: „Více než svého tělesného života si cenil svých ideálů. Neuznával nespravedlivé lidské zákony a dle svého přesvědčení se jim vzpíral."
| „ | Jediná vláda, kterou uznávám - a nezáleží na tom, jak málo lidí stojí v jejím čele a jak nepočetnou má armádu – je ta, jež v zemi nastolí spravedlnost, nikdy však neuznám takovou, která nastolí bezpráví. Co si máme myslet o vládě, pro niž jsou všichni vpravdě stateční a odvážní lidé v zemi nepřáteli stojícími mezi ní a těmi, jež utiskuje? Je to vláda, která předstírá, že je křesťanská, a přitom každý den ukřižuje milion Kristů! | “ |

Vládu Spojených států, uplatňující svou moc na straně bezpráví, když chce zachovat otroctví a zabít osvoboditele otroků, Thoreau označuje jako zvířecí či přímo ďábelskou sílu.